# Paulasterias tyleri
Paulasterias tyleri là tên của một loài sao biển nằm trong họ Paulasteriidae. Người ta phát hiện chúng sinh sống quanh những miệng phun thủy nhiệt ở Nam Cực. Nó là loài điển hình của chi Paulasterias, hiện tại thì chỉ có loài Paulasterias mcclaini là cùng chi với nó. Độ sâu mà nó sinh sống là khoảng 2500 mét.

## Lịch sử
Trung tâm hải dương học quốc gia của Anh đã bắt đầu một cuộc khảo sát ở những vùng nước có độ sâu lớn và họ đã phát hiện ra loài này. Nó là loài sao biển đầu tiên được phát hiện là sinh sống trong môi trường quanh các miệng phun thủy nhiệt. Loài này khác với nhiều loài sao biển đã biết nên các nhà nghiên cứu đã thêm một chi mới. Loài bà con của nó ở gần nó nhất hiện đang sống ở biển Ross, cách nơi nó ở 2000 dặm (cụ thể hơn là nó và loài bà con của nó sống ở hai phía của Nam Cực).

## Mô tả
Loài này có 7 cánh, màu hơi trắng hoặc hồng nhạt. Mặt trên của nó thì mập mạp, bên dưới có mô mềm. Da nhám, có nhiều gai ngắn.

## Sinh thái học
Loài này không sống quá gần với những miệng phun thủy nhiệt, bởi vì nhiệt độ ở đó nóng, có nhiều lưu huỳnh cùng những chất độc khác. Nơi nó sống là vùng nước xung quanh, nhiệt độ thấp hơn và không có quá nhiều chất độc. Nhưng không có nghĩa là không có loài nào sống gần đó. Loài cua Kiwa tyleri sống ngay sát những miệng phun này với một vài loài trai, xa hơn chút là những con hà thuộc bộ Pedunculata. Xa hơn nữa là vùng có nhiều loài hải quỳ, loài hà và đó chính là thức ăn của loài sao biển này. Ngoài ra thì ở môi trường đó thì còn các loài sao sao nằm trong chi Eclipidrilus, loài nhện biển thuộc chi Sericosura nhưng lại không có loài giun biển Riftia pachyptila (vì nó là loài ưu thế ở môi trường quanh các miệng phun thủy nhiệt ở nhiều khu vực khác trên Trái Đất).